# William Robertson McKenney

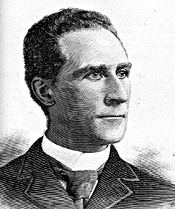
William Robertson McKenney

William Robertson McKenney (* 2. Dezember 1851 in Petersburg, Virginia; † 3. Januar 1916 ebenda) war ein US-amerikanischer Politiker. In den Jahren 1895 und 1896 vertrat er den Bundesstaat Virginia im US-Repräsentantenhaus.

## Werdegang
William McKenney besuchte die McCabe’s University School in Petersburg und studierte danach an der University of Virginia in Charlottesville. Anschließend unterrichtete er als Lehrer. Nach einem Jurastudium an der University of Virginia und seiner 1876 erfolgten Zulassung als Rechtsanwalt begann er in Petersburg in diesem Beruf zu arbeiten. Gleichzeitig schlug er als Mitglied der Demokratischen Partei eine politische Laufbahn ein. Zwischen 1888 und 1894 war er Vorsitzender des Stadtrats von Petersburg. Im Juni 1892 war er Delegierter zur Democratic National Convention in Chicago, auf der Grover Cleveland als Präsidentschaftskandidat nominiert wurde. Außerdem gehörte er dem Staatsvorstand seiner Partei an.
Bei den Kongresswahlen des Jahres 1894 wurde McKenney im vierten Wahlbezirk von Virginia in das US-Repräsentantenhaus in Washington, D.C. gewählt, wo er am 4. März 1895 die Nachfolge von James F. Epes antrat. Der Ausgang dieser Wahl wurde aber von seinem Gegenkandidaten Robert Taylor Thorp angefochten. Als diesem Einspruch stattgegeben wurde, musste William McKenney sein Mandat am 2. Mai 1896 an Thorp abtreten. Nach dem Ende seiner Zeit im US-Repräsentantenhaus praktizierte er wieder als Anwalt. Er starb am 3. Januar 1916 in seinem Heimatort Petersburg.